# کونیهیرو هاسه‌گاوا
کونیهیرو هاسه‌گاوا (انگلیسی: Kunihiro Hasegawa؛ زادهٔ تاریخ ورودی نامعتبر است) کارگردان فیلم اهل ژاپن است.